# Безіменна (Омська область)
Безіменна (рос. Безымянная) — присілок у Большереченському районі Омської області Російської Федерації.
Належить до муніципального утворення Красноярське сільське поселення. Населення становить 88 осіб.

## Історія
Згідно із законом від 30 липня 2004 року органом місцевого самоврядування є Красноярське сільське поселення.

## Населення
| 2002 | 2010 |
| ---- | ---- |
| 113  | ↘88  |